# Der Sohn (Drama)
Der Sohn ist ein Drama in fünf Akten von Walter Hasenclever. Es gilt als sein bedeutendstes Drama und als eines der wichtigsten Dramen des Expressionismus. Das Stück zeichnet die innere Reifung eines Heranwachsenden nach und thematisiert einen Generationenkonflikt. Dieser beginnt als private Auseinandersetzung zwischen Vater und Sohn und entwickelt sich im Verlauf des Stücks zu einem gesellschaftlichen Konflikt, der sich in einem revolutionären „Kampf gegen die Väter“ entlädt. Am Schluss kehrt das Stück auf die private Ebene zurück.

## Handlung

### I. Akt
Der Sohn erzählt seinem Hauslehrer, dass er die Matura nicht bestanden hat. Er möchte es seinem Vater nicht selbst sagen und bittet ihn, ihm ein Telegramm zu schicken. In ihrem Gespräch tritt die verzweifelte Situation des Sohnes zutage: Er fühlt sich von dem überstrengen Vater ungeliebt und nicht ernst genommen. Fast jedes Vergnügen ist ihm verboten. Der Hauslehrer versucht, ihn zu beruhigen, und verabschiedet sich, da er annimmt, nun vom Vater entlassen zu werden.
Der Sohn bereitet seinen Selbstmord vor, schreckt dann aber davor zurück. Da besucht ihn ein Freund. Der Sohn spürt wieder Freude am Dasein, während der Freund vom Leben enttäuscht ist: Er glaubt alles schon erlebt zu haben und an nichts mehr echte Freude empfinden zu können. Das Fräulein (die Gouvernante des Sohnes) tritt ein, um das Abendessen anzukündigen, und geht wieder. Der Freund schwärmt von dem Fräulein, worauf der Sohn deren Schönheit zum ersten Mal zu bemerken scheint.
Der Freund geht und das Fräulein kommt mit dem Abendessen wieder. Sie ist vom Vater beauftragt, ihm täglich über das Verhalten des Sohnes zu berichten und den Sohn abends nicht mehr aus dem Haus zu lassen. Sie hat aber Mitleid mit dem Sohn und lässt sich überreden, ihm dem Hausschlüssel zu geben. Beide kommen sich näher, er küsst sie, doch sie wendet sich schnell ab.

### II. Akt
Am Abend darauf gesteht das Fräulein dem Sohn, dass sie sich zu ihm hingezogen fühlt. Er bittet sie, nachts zu ihm zu kommen, was sie ihm auch verspricht. Er will sich vom Vater lossagen und mit ihr fliehen. Sie will nicht mit ihm gehen, weil sie seiner Liebe nicht vertraut und glaubt, er müsse die ersten Schritte in seine Freiheit allein gehen.
Der Vater kommt und macht dem Sohn Vorwürfe wegen der Matura. Er kündigt an, noch strenger zu sein und ihm seine Bücher und jede andere Ablenkung zu verbieten. Der Sohn versucht, mit dem Vater auf Augenhöhe zu reden, was dieser aber abwehrt. Da der Sohn 20 Jahre alt und damit gerade noch nicht volljährig ist, ist er dem Vater ausgeliefert. Er bittet den Vater, ihn von der Schule zu nehmen, da er diese als geistlose Tortur empfindet. Er bietet dem Vater eine gleichberechtigte Freundschaft als Ersatz der Vater-Sohn-Beziehung an. Durch eine Ohrfeige des Vaters fühlt der Sohn sich gedemütigt, aber auch moralisch überlegen. Wegen der pathetischen Reden des Sohnes von Freiheit und Triumph der Jugend schließt der Vater, der von Beruf Arzt ist, ihn in seinem Zimmer ein und sagt, er rede im Fieber.
Der Freund kommt durchs Fenster, da er an der Haustür abgewiesen wurde, und sagt dem Sohn, dass seine Flucht vorbereitet sei: Helfer hätten sich mit Revolvern im Garten versteckt. Nachdem er wieder verschwunden ist, kommt das Fräulein. Der Sohn berichtet ihr von seiner geplanten Flucht und flieht aus dem Fenster.

### III. Akt
Der Freund bringt den Sohn zur Versammlung einer Geheimgesellschaft, dem „Klub zur Erhaltung der Freude“. Vor ihrer Ankunft unterhalten sich Cherubim und Tuchmeyer, zwei Clubmitglieder, über den bevorstehenden Abend, für den Cherubim eine Rede vorbereitet hat, die die Zuhörer zu Revolte gegen die Väter aufwiegeln und einen ungezügelten Hedonismus propagieren soll. Fürst Scheitel, der Sohn des regierenden Monarchen, tritt ein. Er erklärt sich solidarisch mit der geplanten Revolte, will aber nicht selbst an ihr teilnehmen, da seine Herkunft ihn davon abhalte.
Als der Freund eintritt, entwickelt sich zwischen ihm und Cherubim ein Streit um eine weltanschauliche Frage und darüber, wer seine Meinung in einer Rede vertreten darf. Der Freund zwingt ihm einen Kompromiss auf: Ein Dritter soll reden. Er holt diesen Dritten ins Zimmer, es ist der geistig völlig entrückte Sohn. Er soll, wie der Freund ihm befiehlt, zu der im Saal versammelten Menge von seinen Leiden sprechen. Er geht in den Saal, die vier anderen bleiben draußen und lauschen. Der Sohn ruft zur Revolution der Söhne gegen die Väter auf, die Menge ist völlig begeistert und in Aufruhr.

### IV. Akt
Der Sohn erwacht mit Adrienne, einer Prostituierten, in einem Hotelzimmer. Er ist sexuell vollkommen unerfahren und bittet sie, ihn weiterhin zu „unterrichten“. Nachdem sie gegangen ist, tritt der Freund ein. Er rät ihm, sich nicht an Adrienne aufzuhalten, sondern seiner Verantwortung für den angezettelten Aufstand gerecht zu werden. Er gibt zu, den Sohn manipuliert zu haben, weil er ihn für einen geeigneten Aufrührer halte. Er überredet ihn nun, den Worten Taten folgen zu lassen und den eigenen Vater zu erschießen. Der Freund selbst hat dem Vater den Aufenthaltsort des Sohnes mitgeteilt, die Polizei ist schon unterwegs; so bleibt ihm wenig Bedenkzeit. Beim Gedanken des Vatermordes bricht der Sohn zunächst zusammen, entschließt sich aber dann dazu.
Polizisten kommen herein, ein Kommissar fesselt dem Sohn die Hände und führt ihn ab. Da sein Entschluss feststeht, sträubt er sich nicht. Der Freund sieht seine Aufgabe in der Welt für beendet an und will sich mit Gift töten.

### V. Akt
Im Zimmer des Vaters: Der Kommissar, der selbst Söhne hat, versucht den Vater zu überzeugen, sich doch noch im Guten mit dem Sohn zu einigen. Der Kommissar will ihm klarmachen, seinen Sohn als Geschenk zu verstehen: Was auch immer dieser tue, man könne ihn nicht ewig hassen. Der Vater beharrt auf seiner Machtposition; er hält jedes Mittel außer der „äußersten Strenge“ für gescheitert. Da der Sohn die Macht des Vaters nicht anerkennt, fühlt der Vater sich entehrt und will den Sohn verstoßen.
Der Kommissar geht und schickt den Sohn herein. Dieser tritt nun dem Vater zum ersten Mal selbstbewusst gegenüber, blickt sogar auf ihn herab. Er fordert „Rechenschaft“ für die an ihm begangenen „Verbrechen“ und verlangt seine Freiheit. Er will nun keine Freundschaft mehr mit ihm, sondern einen endgültigen Bruch. Er erzählt ihm von der nächtlichen Versammlung und von dem Aufstand, der auch den Vater bald erreichen und entmachten soll. Der Vater sagt, dass er ihn nicht mehr als seinen Sohn ansehe und ihn nie mehr wiedersehen wolle. Bis zu seiner Volljährigkeit soll er in einer Anstalt untergebracht werden, damit die Gesellschaft vor ihm geschützt sei. Da der Sohn bereit scheint, mit allen Mitteln an sein Ziel zu gelangen, bekommt der Vater Angst und will per Telefon die Polizei rufen. Der Sohn bedroht ihn mit einem Revolver, den er zuvor schon mehrmals beinahe gezogen hatte. Nach einem kurzen Moment der Erstarrung wird der Vater „vom Schlag gerührt“: er stürzt zu Boden und stirbt.
Das Fräulein kommt und erkennt, was geschehen ist. Sie will nun bei ihm bleiben; er erkennt aber, dass er sich innerlich zu weit von ihr entfernt hat und allein bleiben kann und muss.

## Personen
Bis auf die drei Mitglieder des „Klubs zur Erhaltung der Freude“ und der Prostituierten Adrienne trägt keine Figur einen Namen. Es ging Hasenclever um repräsentative Figuren, die allgemeine Vorgänge darstellen, nicht um Schicksale Einzelner.

### Der Sohn
Da der Sohn nie irgendwelche Freiheiten genossen hat und sehr isoliert aufwuchs, ist er sehr unselbständig und naiv. Er verspürt von Anfang an einen Drang nach Freiheit und Lebensgenuss. Zunächst ist er aber von Selbstzweifeln gelähmt, sodass er keine Energie für einen Ausbruch aus den Verhältnissen aufbringen kann. Erst im weiteren Verlauf des Stücks, besonders durch die erwachte Liebe zum Fräulein, die Gespräche mit dem Freund und die Rede im Klub, wachsen bei ihm Mut, Stolz und Selbstständigkeit.

### Der Freund
Der Freund ist zwei Jahre älter als der Sohn. Seine Haltung zum Leben geht ins Zynische bis Morbide. Er glaubt auch die Notwendigkeit einer Revolution zu erkennen, fühlt sich aber selbst zu schwach, ausgebrannt, um eine führende Rolle in ihr zu spielen. Im IV. Akt erweist er sich als geschickter Taktiker und Verführer; hier zeigt sich sein großer Einfluss auf den Sohn.

### Der Vater
Der Vater ist ein hartnäckiger Prinzipienmensch. Für ihn zählen Leistung, Pflichterfüllung, Verantwortung, Treue und Ehre. Als Grund für die Verstoßung des Sohnes gibt er unter anderem an, dieser habe seinen Namen beschmutzt. Er lässt sich nie durch persönliche Gefühle leiten, was aber nicht heißt, dass er keine hat: Als er den Sohn für krank hält, zeigt er auch Mitleid. Er möchte den Sohn von allen „Gefährlichen“ „Unsittlichen“ etc. fernhalten. Was am Anfang noch als übertriebene Fürsorge angesehen werden kann, entpuppt sich später als bloße Tyrannei.

### Das Fräulein
Sie ist die rational denkende Person im Hause des Vaters und übernimmt zugleich die Mutterrolle. Das Fräulein versucht den Sohn zu besänftigen und von dessen extremen Vorhaben abzuhalten. Nichtsdestotrotz zeigt sie grundsätzlich Verständnis für seine Situation und übernimmt die Funktion der Vermittlerin zwischen Vater und Sohn.

### Nebenfiguren
Der Hauslehrer tritt nur im ersten Akt auf und dient lediglich der Exposition des Vater-Sohn-Konflikts. Durch ihn hat der Sohn einen Ansprechpartner, dem er seine emotionale Lage offenbaren kann. Er hegt Sympathie für den Sohn und versucht, ihn zu warnen und zu beraten.
Der Kommissar ist ebenfalls Vater eines Sohnes. Mit ihm entwirft Hasenclever ein Gegenmodell zum Vater: Er setzt bei der Erziehung auf Verständnis und väterliche Liebe. Durch seine berufliche Erfahrung mit Verbrechern warnt er den Vater, den Sohn durch die Verstoßung in das falsche Milieu hineinzuwerfen.
Adrienne ist eine pragmatische, eher simple Natur und ist nicht im Ansatz in der Lage, den Gedanken des Sohnes zu folgen. Der Sohn ist fasziniert von ihrer sexuellen Erfahrung; sie hingegen nennt ihn „Kleiner“ und „Bubi“.
Cherubim will sich, scheinbar auch durch Eitelkeit motiviert, mit seiner Rede an die ideologische Spitze des Klubs stellen. Er vertritt einen ungezügelten Lebensgenuss und eine antibürgerliche, antimoralische Lebensweise. Dabei zeigt seine Ideologie auch Nietzsche-Anklänge. Er ist eine feurige Natur und vertritt die Sache des Klubs mit geheucheltem Eifer. Beim Streitgespräch mit dem Freund gerät er zunächst in Rage, kapituliert aber angesichts dessen kühl ausgespielter Überlegenheit.
Herr von Tuchmeyer wird wohl hauptsächlich wegen seines Geldes im Klub geachtet, vertritt aber auch ideologisch dessen Positionen.
Fürst Scheitel ist der noch nicht mündige Sohn des Monarchen und schwankt zwischen revolutionären Eifer (er steigt auf einen Tisch und stimmt die Marseillaise an) und Angst um die Privilegien seiner Nachkommen.

## Struktur
Einen Zugang zum Verständnis des Dramas bietet die äußere Handlung des Dramas nur begrenzt. Es sind vielmehr die inneren Spannungen des Protagonisten, die im Zentrum des Werks stehen; auf deren Entwicklung hin ist die ganze Dramenhandlung ausgerichtet. Die anderen sind letztlich nur in ihrer Beziehung zum Sohn von Interesse.
Der I. Akt dient der Exposition: Durch die Gespräche mit dem Hauslehrer, dem Freund und dem Fräulein sowie durch den Monolog des Sohnes erfährt der Zuschauer die innere und äußere Ausgangslage. Um den Vater wird eine bedrohliche Spannung aufgebaut, da sehr viel über ihn geredet wird, er aber selbst noch nicht auftritt.
Diese für den Sohn verzweifelte Lage spitzt sich im II. Akt zu: Das Fräulein träumt seine Träume nicht mit, der Vater erklärt ihn für unzurechnungsfähig. Damit fallen die Versuche des Freundes, ihn zur Flucht zu überreden, auf fruchtbaren Boden. Der Sohn wird aus seiner Handlungsunfähigkeit gerissen und zu Entscheidungen gezwungen.
Durch den III. Akt wird der Generationenkonflikt von der Mikroebene (Vater – Sohn) auf die Makroebene (junge Generation – ältere Generation) übertragen. Der Sohn wird bejubelt, was ihn stärkt und ihm Selbstsicherheit verschafft. Der Besuch bei einer Hure im IV. Akt stellt eine weitere Entwicklungs- und Erfahrungsstufe für den Sohn dar. Am Schluss dieses Aktes steht – wiederum durch den Einfluss des Freundes – die endgültige Radikalisierung: Der Entschluss des Sohnes zum Vatermord.
Durch den im III. und IV. Akt durchlaufenen Reifeprozess ist der Sohn ein anderer geworden. Dies zeigt sich im V. Akt, der an einigen Stellen ein Spiegelbild des II. Aktes darstellt. Die Szene V/2 kontrastiert die Szene II/2: In beiden stehen sich Vater und Sohn gegenüber, aber die Machtverhältnisse haben sich umgekehrt, ebenso die Gefühle der Figuren. Der Vater spürt nun die Angst und Hilflosigkeit des Sohnes aus dem II. Akt, und der Sohn spürt die Macht und Selbstsicherheit des Vaters aus dem II. Akt. Dies wird durch äußere Handlungen wie das Abschließen des Zimmers (in II/2 durch den Vater, in V/2 durch den Sohn) noch deutlicher. Diese beiden Szenen stellen die Schlüsselszenen für die Austragung des thematisierten Generationenproblems dar.
Eine ähnliche Kontrastierung gibt es zwischen II/1 und V/3: in beiden Szenen geht es um die Zukunft der Beziehung zwischen Sohn und Fräulein. Am Anfang nimmt das Fräulein die führende Rolle in dieser Beziehung ein. Am Schluss des Dramas ist der Sohn aber erwachsen geworden, geht seinen Weg und lässt das Fräulein zurück. Auch hier macht eine Regieanweisung zur äußeren Handlung die innere Veränderung sinnfällig: Sie kniet vor ihm hin, wie er vor sie im zweiten Akt.

## Sprache
Das Drama ist über weite Teile in einem sehr gehobenen Sprachstil gehalten. Besonders die Passagen des Sohnes sind pathetisch aufgeladen und vermitteln eine besondere Tiefe des Gefühls. Manche Sätze erinnern in ihrem prophetischen Duktus an das Alte Testament.
Die aufrührerischen Reden des Sohnes zeigen leichte Anklänge des jungen Schiller, besonders des Karl Moor aus den Räubern.
Hasenclever behandelt seine Figuren und deren Vorstellungen durchaus mit leichter Ironie. Dies gilt für die Exaltiertheit und Naivität des Sohnes ebenso wie für die diffusen, unausgegorenen Vorstellungen der Klubmitglieder, die aber mit umso größerer Vehemenz vorgetragen werden.
Die Szenen I/2, I/7, II/6 und V/3 sind in Versen geschrieben, und zwar in gereimten fünfhebigen Jamben; in Szene II/6 mit männlicher Kadenz, in den anderen Szenen mit abwechselnd männlicher und weiblicher Kadenz. Hier ist die Sprache besonders emphatisch; der Gefühlsausdruck ist wichtiger als der Fortgang der Handlung. Die ersten beiden sind Monologe des Sohnes, II/6 ist ein Monolog des Fräuleins und V/3 ist ein Dialog zwischen beiden, der ihre Trennung besiegelt und das Stück beschließt.

## Entstehung und erste Inszenierungen
Hasenclever verfasste das Drama 1913/14 in Leipzig und Heyst sur Mer (Belgien). Er veröffentlichte es zunächst in der Leipziger Zeitschrift Die Weissen Blätter in den Ausgaben April, Mai und Juni 1914. Der Erste Buchdruck folgte im gleichen Jahr im Leipziger Kurt Wolff Verlag.
Den Monolog des Sohnes am Schluss des ersten Akts schickte Hasenclever seinem Freund Paul Zech schon ein Jahr zuvor zum Abdruck in dessen Zeitschrift Das neue Pathos. Er ist am 12. August 1913 in der Nr. 3/4 dieser Zeitschrift auf Seite 59 erschienen. (Alfred Hübner)
Die Uraufführung fand am 30. September 1916 in den Kammerspielen des Deutschen Theaters in Prag statt. Regie führte Hans Demetz. Am 8. Oktober 1916 folgte eine Aufführung im Albert-Theater Dresden unter der Regie von Adolf Edgar Licho. Aus Zensurgründen war es eine Matinee vor geladenen Gästen.
Die erste Inszenierung, die dem expressionistischen Charakter des Stücks gerecht wurde, war die von Richard Weichert, welche am Hof- und Nationaltheater Mannheim am 18. Januar 1918 Premiere hatte. Weichert setzte auf strenge Stilisierung, Verzicht auf alles Gefällig-Dekorative, und eine Lichtregie, die ausschließlich auf den Sohn selbst konzentriert war. Alle anderen Figuren waren nur „schattenhafte“ Existenzen; konnten quasi als Reflexionen der Innerlichkeit des Sohnes verstanden werden. Hasenclever wohnte dieser Inszenierung bei und zeigte sich von ihr sehr beeindruckt.

## Quelle
- Walter Hasenclever: Der Sohn. Ein Drama in fünf Akten. Nachw. v. Michael Schulz. Stuttgart: Reclam 1994, ISBN 3-15-008978-6